# Opšta bolnica Kotor
Opšta bolnica Kotor jedna je od sedam javno zdravstvena ustanova u Crnoj Gori za gravitaciono područje opština Kotor, Tivat, Risan Herceg Novi i deo Budve, u kojoj je zastupljen viši nivo zdravstvene zastite, koji obuhvata složenije mere i postupke u pogledu prevencije u odnosu na primarni nivo zdravstvene zaštite, dijagnostiku, lečenje, medicinsku rehabilitaciju, zdravstvenu negu, boravak i ishranu bolesnika.
Spada u začetnike crnogorskog zdravstva, i ustanovu koja baštini bogatu i plodnu tradiciju medicine u Kotoru u proteklih osamnaest, a bolničkog lečenja u skoro sedam vekova.

## Položaj i opšte informacije
Opšta bolnica Kotor nalazi se u Ulici Škaljari bb u Kotoru, pomorskom gradu u istoimenoj opštini u Crnoj Gori na obali Bokokotorskog zaliva. Prema popisu iz 2011. godne na bolnička zdravstvenu zaštitu se oslanjalo oko 10.000 stanovnika.
Bolnica se na tercijalnu zdravstvenu zaštitu oslanja na Klinički centar u Pogorici koji je udaljen 55 km.

## Istorija
Preduslovi
Opšta bolnica u Kotoru nastavlja viševekovnu tradiciju, medicine u Kotoru, kroz dva carstva, jednu kraljevinu, i četiri republike, počev od antičkog perioda i prvog kotorskog lekara, Luciusa Luscusa Eukarpusa, plemenitog nadlekara koji je vršio praksu obilazeći bolesnike, kako stoji zapisano na spomeniku koji datira iz 3. veka (najstarijem spomenu medicine na prostorima Crne Gore).
Desetak vekova kasnije 1326. godine u srednjovekovnom Kotoru, prema prvom sačuvanom pisanom dokumentu o lekarima u Kotoru, Filip iz Ferma, ordinirao je u ovom gradu kao lekar
Prvo sklonište za siromahe Svetog Križa podignuto je 1372. godine, i vremenom preraslo u bolnicu civilnog tipa kao i hospital Svetog Duuha koji postoji do 18. veka . Sirotište – nahodište u Kotoru se spominje prvi put 1414. godine a leprozorijum je postojao 1431 godine.
U dokumentima iz tih vremena venecijanske vlasti spominju i dve vojne bolnice i to 1668 i 1765 godine, a Kotor je u 17 i 18. veku imao dva lekara, apoteku i apotekara i hirurga - berberina.
Osnivanje bolnice
Pod austrougarskom vlašću u 19. veku Kotor je uz opšinskog imao i sreskog lekara i bolnicu osnovanu 1875 na istom mestu na kojem se ona i sada nalazi. Iako je Bolnica bila vojna u njoj su pravo na lečenje imala i civilna lica.
U 1913 godini projektovana je i regionalna bolnica u Kotoru ali do realizacije izgradnje nije došlo zbog Velikog rata.
Iako je zgrada velike Opšte bolnice u Risnu zavrđena 1941. godine, rad u njoj nije zaživo zbog izbijanja Drugog svetskog rata. Po završetku rata 1945. godien u ovoj zgradi počinje sa radom  kotorska bolnica i u njoj radi sve do 1949. godine, na čelu sa prvim upravnikom bolnice dr Božidarom Bjeladinović, koji je na toj funkciji bio od 1944. do 1964. godine.
Bolnica je vraćena na staro mesto 1949. godine, na kome  ostaje i nakon reorganizacije 1955. godine, kada bolnica u svom sastavu ima hirurško, interno, dečje, očno, ušno, ginekološko odjeljenje i porodilište.
Nakon zemljotresa u Crnoj Gori 1979. godine Bolnica je ostala  bez glavne zgrade koja je srušena, Rad nastavlja u postojećim zgradama i neuslovnim barakama u svim svojim odjeljenjima i službama.
Rekonstrukcija bolnice, obavljena je smanjivanje njenih kapaciteta 1991. godine, što je uzrokovalo dugogodišnji problem – nedostatak prostora, što je uticalo na zatvaranje očnog i ušnog odeljenje.
Bolnica 1997. godine kao prva u Crnoj Gori osniva i centralni hitni prijem sa pripadajućim prostorom i opremom, i uvodi laparaskopsku hirurgiju, i u rad se uključuje prve subspecijaliste kardiologe, gastroenterologe, endokrinologe, dečji pulmologe, a CT uređaj dobija 2015 godine kao poslednja u Crnoj Gori.
Rekonstrukcijom starih baraka 2016. godine bolnica je dobila prostor za modernu polikliniku, dečju dnevnu bolnicu i laboratoriju, po prvi put je u bolnici uvedena u rad Služba fizikalne medicine i rehabilitacije.
Bolnica se obnavlja kadrovski opremom i prostorom i pokušava da u što je moguće većoj mjeri zadovolji povećane potrebe stanovništva i turista.
I da ne zaboravimo to se u Kotoru dešava već 644 godine kroz dva carstva,jednu kraljevinu, i četiri republike uz pomoć i uprkos nama samima i našem činjenju.

## Organizacija
Opšta bolnica Kotor organizovana je u medicinski deo (sa četiri odeljenja i sedam medicinskih službi) i nemdicinski deo (sa upravom i tri službe).

### Medicinski deo Bolnice
U sastavu medicinskog dela Bolnice nalaze se sledeća odeljenja, službe i bolnička poliklinika:

#### Medicinska odeljenja
Odeljenje opšta hirurgija sa operacionim blokom
- Odsek za opštu hirurgiju
- Odsek za urologiju
- Odsek za ORL
- Odsek za oftalmologiju
- Odesk za traumatologiju (ortopediju)
- Operacioni blok

Odeljenje interna medicina
- Odsek za opštu internu medicinu
- Odsek za infektivne bolesti
- Odsek za hemodijalizu
- Koronarna jedinica

Odeljenje ginekologija sa akušerstvom
- Odsek za ginekologiju
- Odsek za akušerstvo sa porođajnom salom

Odeljenje pedijatrije
- Odsek za pedijatriju
- Odsek za neonatologiju

#### Medicinske službe
Medicinske službe su organizovane kroz rad:
- Službe anestezije i reanimacije
- Službe laboratorijske dijagnostike (sa hemijsko-biohemijskom laboratorijom i patološko-histološkom laboratorijom)
- Službe fizikalne medicine
- Službe epidemiologije
- Službe za radiološku i ultrazvučnu dijagnostiku,
- Službe medicinskog snabdevanja (apoteke za potrebe bolničkih odjeljenja).
- Službe hitnog prijema sa dnevnom bolnicom

#### Bolnička poliklinika
Bolnička poliklinika u svom sastavu ima sledeće ambulante:
- Ambulantna hirurgije
- Ambulantna urologije
- Ambulantna ORL
- Ambulantna oftalmologije
- Ambulantna interne medicine
- Ambulantna kardiologije
- Ambulantna endokrinologije
- Ambulantna gastroenterologije
- Ambulantna infektologije
- Ambulantna pedijatrije
- Ambulantna dematovenerologije
- Ambulantna neonatologije
- Ambulantna ginekologije
- Ambulantna anesteziologije
- Ambulantna traumatologije
- Ambulantna neurologije

### Nemedicinske službe Bolnice
U sastavu nemedicinskog dela Bolnice nalazi se menadžment (uprava) se sledećim službama:
- Služba za ekonomske poslove
- Služba za pravne poslove
- Tehnička služba, sa kuhinjom

## Pokazatelji rada
| Pokazatelji pruženih stacionarnih zdravstvenih usluga u 2013. godini. | Pokazatelji pruženih stacionarnih zdravstvenih usluga u 2013. godini. | Pokazatelji pruženih stacionarnih zdravstvenih usluga u 2013. godini. | Pokazatelji pruženih stacionarnih zdravstvenih usluga u 2013. godini. | Pokazatelji pruženih stacionarnih zdravstvenih usluga u 2013. godini. | Pokazatelji pruženih stacionarnih zdravstvenih usluga u 2013. godini. |
| Zauzete postelje po lekaru                                            | Zauzete postelje po sestri                                            | % korišćenja kapaciteta                                               | Prosečna dužina lečenja                                               | Broj slobodnih postelja                                               | Stopa smrtnosti na 1.000 lečenih                                      |
| --------------------------------------------------------------------- | --------------------------------------------------------------------- | --------------------------------------------------------------------- | --------------------------------------------------------------------- | --------------------------------------------------------------------- | --------------------------------------------------------------------- |
| 2,75                                                                  | 1,14                                                                  | 61,02                                                                 | 5,04                                                                  | 56,13                                                                 | 22,90 promila                                                         |

## Spoljašnje veze
- Internet stranica Bolnice